# Billaea biserialis
Billaea biserialis är en tvåvingeart som först beskrevs av Josef Aloizievitsch Portschinsky 1881.  Billaea biserialis ingår i släktet Billaea och familjen parasitflugor. Inga underarter finns listade i Catalogue of Life.